# Astegopteryx himalayensis
Astegopteryx himalayensis är en insektsart. Astegopteryx himalayensis ingår i släktet Astegopteryx och familjen långrörsbladlöss. Inga underarter finns listade i Catalogue of Life.